# Округ Медисон (Луизијана)
Медисон (енгл. Madison Parish) је округ у америчкој савезној држави Луизијана.

## Демографија
По попису из 2010. године број становника је 12.093, што је 1.635 (-11,9%) становника мање него 2000. године.
| Група             | 2000.         | 2010.         |
| Белци             | 5.087 (37,1%) | 4.396 (36,4%) |
| Афроамериканци    | 8.283 (60,3%) | 7.381 (61,0%) |
| Азијати           | 22 (0,2%)     | 27 (0,2%)     |
| Хиспаноамериканци | 288 (2,1%)    | 188 (1,6%)    |
| Укупно            | 13.728        | 12.093        |